# Tweede Duits-Deense Oorlog
De Tweede Duits-Deense Oorlog (ook wel de Deense Oorlog en de Deens-Pruisische Oorlog genoemd) was, net als de Eerste Duits-Deense Oorlog, het gevolg van de politieke spanningen tussen de Duitse Bond en het koninkrijk Denemarken over de status van de hertogdommen Sleeswijk en Holstein, ook wel de Sleeswijk-Holsteinse kwestie genoemd.
Het conflict was in belangrijke mate een successieoorlog, veroorzaakt door het kinderloos overlijden van koning Frederik VII van Denemarken  op 15 november 1863, waarmee deze tak van het Huis Oldenburg uitstierf. Als hertog van Sleeswijk en Holstein had hij twee potentiële opvolgers: de Duitsgezinde Frederik van Sleeswijk-Holstein-Sonderburg-Augustenburg, die Sleeswijk en Holstein los van Denemarken een zelfstandig land binnen de Duitse Bond wilde maken, en de Deensgezinde Christiaan van Glücksburg, die Sleeswijk en Holstein volledig in Denemarken wilde laten opgaan.
De Tweede Duits-Deense Oorlog brak op 1 februari 1864 uit, toen Denemarken de hertogdommen Sleeswijk en Holstein wilde integreren. Dit was echter in strijd met het Verdrag van Londen (1852) waarin was vastgelegd dat beide hertogdommen bij Denemarken hoorden, maar wel als zelfstandige staten moesten worden behandeld. De Duitse publieke opinie reageerde dan ook heftig op deze poging tot integratie. Bismarck, samen met generaal Helmuth Karl Bernhard (sinds 1870 Graf) von Moltke, speelde in op deze houding en besloot om samen met Oostenrijk Denemarken de oorlog te verklaren om deze hertogdommen eens en voor altijd uit handen van Denemarken te halen.
Er volgde een korte oorlog met Pruisen en Oostenrijk aan de ene kant en Denemarken aan de andere. Al snel bleek dat de kracht van het gereorganiseerde leger van koning Wilhelm van Pruisen die van het Deense leger overtrof. De Pruisen wonnen in april de slag om de Düppeler Schansen en veroverden enkele maanden later het eiland Als. Ook konden de Denen niet rekenen op Britse steun en de oorlog viel dan ook in hun nadeel uit. In de Vrede van Wenen (1864) werd besloten dat de twee hertogdommen het gezamenlijke bezit zouden worden van Pruisen en Oostenrijk. Deze vrede betekende weliswaar het einde van de Tweede Duits-Deense Oorlog, maar niet van het politieke getouwtrek om de twee hertogdommen. Bismarck wist heel goed dat Oostenrijk zich weinig zou bemoeien met deze noordelijke gebieden.
De zegevierende keizer en koning stelden voor hun soldaten een Herinneringsmedaille aan de Veldtocht van 1864 in Denemarken en een Oorlogsherdenkingsmunt voor 1864 in. Frederik van Augustenburg won uiteindelijk niets; Sleeswijk, Holstein en Lauenburg werden enkele jaren later geannexeerd door Pruisen.

## In de media
De Tweede Duits-Deense Oorlog is het thema van de film en tv-serie 1864 van de Deense cineast Ole Bornedal.